# Arrondissement ecclésiastique unitarien de Cluj-Turda
L'Arrondissement ecclésiastique unitarien de Cluj-Turda (en hongrois : Kolozs-Tordai Unitárius Egyházkör) est une circonscription territoriale de l'Église unitarienne hongroise (Magyar Unitárius Egyház) et compte en son sein les 29 communes ecclésiastiques unitariennes du Județ de Cluj.